# Acacia citrinoviridis
Espèce
Classification phylogénétique
Acacia citrinoviridis est une espèce de plante à fleurs de la famille des Fabaceae. C'est un arbre communément appelé mulga noir. Il est endémique en Australie-Occidentale. Il pousse le long des cours d'eau des régions semi-arides au nord de Carnarvon et de Meekatharra.

## Description
Il peut atteindre 8 mètres de haut et possède généralement un tronc unique. Comme la plupart des autres espèces d'acacias, il a des phyllodes plutôt que de vraies feuilles. Elles sont d'un vert olive et peuvent mesurer 12 centimètres de long sur environ 1 centimètre de large. Les fleurs sont jaunes et forment une grappe cylindrique. Les fruits sont des gousses de 8 centimètres de long et sont recouverts d'une feutrine vert-jaune. De loin, l'arbre ressemble au mulga mais il s'en distingue de près par son écorce foncée.